# 宮嶋泰子
宮嶋 泰子（みやじま やすこ、1955年1月9日 - ）は、スポーツ文化ジャーナリスト。一般社団法人カルティベータ代表理。元テレビ朝日スポーツコメンテーター、元同局アナウンサーで、編成局アナウンス部エグゼクティブアナウンサー兼編成部。富山県高岡市出身で、後の2歳から25歳までを神奈川県鎌倉市で過ごす。早稲田大学スポーツ科学部で非常勤講師（2006年から2011年まで）。日本女子体育大学招聘教授（2015年から）。順天堂大学客員教授（2015年から2020年まで）。

## 来歴・人物
神奈川県立外語短期大学付属高等学校、早稲田大学第一文学部仏文科卒。高校、大学通してフランス語を学ぶ。学生時代は劇団「テアトル・エコー」で、演劇の勉強もしていた。フランス語教員免許を持つ。
1977年4月、テレビ朝日にアナウンサーとして入社。同期のアナウンサーには古舘伊知郎、渡辺宜嗣、吉澤一彦、佐々木正洋、中里雅子、南美希子等がいた。他局の同期アナウンサーには吉川美代子（元TBS）や三雲孝江（元TBS）、益田由美（元フジテレビ）などがいた。
テレビ朝日入社後は主にスポーツ番組を担当し、『ANNニュースファイナル』『スポーツレーダー』『ANNニュース&スポーツ』などでスポーツキャスターを担当した他、オリンピックやパラリンピックなどの特集番組の取材・出演もおこなう。その後、スポーツ番組のディレクターとしても活動しており、『ニュースステーション』「報道ステーション」のスポーツ特集をディレクターとして400本以上制作しスタジオにも多く出演した。
また、日本の放送局で数少ない女性スポーツ実況アナウンサーとしても活動。1996年アトランタオリンピック中継では、陸上競技や体操などの実況も担当した。
1992年度の日本女性放送者懇談会賞を受賞している。
2001年からは、2年に1回開催される世界水泳の中継で、取材リポートや日本代表選手へのインタビューを担当している。
テレビ朝日アナウンス部ホームページの製作責任者を務めながら、陸上競技、アーティスティックスイミングやフィギュアスケート女子を中心に取材活動を続けた。2013年には安藤美姫の出産に関する独占インタビューを『報道ステーション』で行った。
2015年1月に定年でテレビ朝日を退職。その後も嘱託契約を結び、テレビ朝日でスポーツコメンテーターとして仕事を続ける。2020年1月に契約満期で正式にテレビ朝日を退職。
2020年2月に一般社団法人カルティベータを立ち上げ代表理事となり、スポーツや文化に関する文字情報や動画をYouTubeにて発信している。同時にフリーのスポーツ文化ジャーナリストとして、新聞やテレビなどのメディアに露出することもある。
日本オリンピック委員会「平成28年度女性スポーツ賞」受賞。
1980年のモスクワオリンピックから2018年平昌オリンピックまでオリンピック現地取材は19回。

## アトランタ五輪女子マラソン実況への批判とジェンダーバイアス
女性アナウンサー初のオリンピックマラソンのテレビ実況に起用されたアトランタ五輪女子マラソン中継について、「女の声がうるさい」「情緒的すぎる」など視聴者から殺到し、新聞紙面などでも批判が起こった。
しかしこれについては2021年放送リポート292号に「スポーツ実況と女性アナウンサー」というタイトルで東海大学谷岡理香教授のリポートが掲載されており、当時の実況を学生に見せたところ違和感がほとんどないと答える学生が多数を占め、25年前のバッシングは当時のジェンダーバイアスから来るものだったと理解することができると結論付けている。この実況とジェンダーバイアスについては2021年10月10日のTBSの「TBSレビュー」でも扱われ、当時の新聞記事の評などがあまりにもジェンダーバイアスに満ちており均衡を欠いていることが指摘されている。

## 社外での活動
- 1989年～2003年　日本オリンピック委員会事業広報専門委員会委員
- 1995年～2015年　日本体育協会生涯スポーツ推進委員会委員
- 2001年～2003年　スポーツ少年団女子拡大委員会委員
- 2001年～2012年　神奈川県スポーツ振興審議会委員
- 2001年～　横浜市スポーツ振興審議会委員
- 2001年～2017年　独立行政法人日本スポーツ振興センター・スポーツ振興基金助成審査委員会委員
- 2003年～2009年　スポーツ少年団機関雑誌「スポーツジャスト」編集委員
- 2003年～2005年　日本体育協会広報スポーツ情報専門委員会委員
- 2003年～2005年　文部科学省　子どもの体力向上推進事業　「手帳・カード等作成委員会委員」
- 2003年～　日本体育協会・総合型地域スポーツクラブ育成委員会委員
- 2006年～　（日本自転車振興会）JKA（名称変更）公益事業振興補助事業審査評価委員会委員
- 2006年～　日本体育協会スポーツグランプリ選考委員会委員
- 2006年～2011年　早稲田大学スポーツ科学部非常勤講師（スポーツビジネス論B）
- 2006年～　NPO法人バレーボール・モントリオール会理事
- 2007年～2016年　文部科学省　中央教育審議会スポーツ・青少年分科会委員
- 2007年～　公益財団法人日本障害者スポーツ協会　評議員
- 2008年～　公益財団法人かめのり財団　評議員
- 2009年～2011年　「指導者のためのスポーツジャーナル」編集委員
- 2009年～2016年　日本体育協会広報スポーツ情報専門員会員
- 2010年～2013年　日本体育協会・日本オリンピック委員会創立百周年記念事業実行委員
- 2011年～2015年　文部科学省　スポーツ振興に関する特別委員会委員
- 2011年～2017年　文部科学省　政策評価に関する有識者会議委員
- 2011年～2013年　日本サッカー協会　なでしこリーグタスクフォースメンバー
- 2011年～2013年　国連UNHCR協会（UNHCRは国連難民高等弁務官事務所）協力員
- 2012年～　日本体育協会広報誌「Sports Japan」編集委員
- 2013年～　全日本柔道連盟「暴力撲滅プロジェクト」委員　後に「MINDプロジェクト」と名称を変更する（外部有識者として）
- 2014年～　全日本柔道連盟　コンプライアンス委員会メンバー
- 2014年～　2020東京オリンピック・パラリンピック組織員会メディア委員
- 2014年～2016年　文部科学省　コーチング推進コンソーシアム委員
- 2014年～2015年　国連UNHCR協会（UNHCRは国連難民高等弁務官事務所）顧問
- 2015年4月～　日本女子体育大学招聘教授
- 2015年4月～　順天堂大学客員教授
- 2015年4月～2017年5月　公益財団法人日本バレーボール協会理事
- 2015年6月～　公益社団法人日本新体操連盟理事
- 2016年3月～　NPO法人国連UNHCR協会　理事　（UNHCRは国連難民高等弁務官事務所の略）
- 2017年6月　日本オリンピック委員会「平成28年度女性スポーツ賞」受賞
- 2017年4月～   学校法人二階堂学園理事
- 2017年6月～　公益社団法人ジャパン・プロフェッショナル・バスケットボールリーグ（B.LEAGUE)理事
- 2017年～2018年　  文部科学省スポーツ審議会・スポーツ国際戦略部会委員
- 2018年6月　NPO法人バレーボール・モントリオール会（モン・スポ）で宮嶋が担当する難民支援の「アジアスポーツフェスタ」や「女性スポーツ勉強会」などが評価され「内閣府・男女共同参画・女性チャレンジ特別部門賞」を受賞

## 過去の出演番組
報道・情報・スポーツ番組
| 期間         | 期間         | 番組名                | 役職                                        | 備考                                                                  |
| ------------ | ------------ | --------------------- | ------------------------------------------- | --------------------------------------------------------------------- |
| 1980年10月   | 1982年3月    | ANNニュースファイナル | 月～木曜日スポーツ担当キャスター            |                                                                       |
| 1982年10月   | 1987年9月    | スポーツレーダー      | キャスター                                  |                                                                       |
| 1983年4月    | 1984年3月    | 速報!TVスタジアム     | 総合司会                                    |                                                                       |
| 1984年4月    | 1984年9月    | おはようテレビ朝日    | 司会                                        |                                                                       |
| 1985年10月   | 2004年3月    | ニュースステーション  | スポーツ特集担当兼ディレクター              | 番組開始当初は、スポーツコーナーの代行キャスターも兼務                |
| 1986年10月   | 1987年9月    | ANNニュースレーダー   | 土曜日スポーツ担当キャスター                |                                                                       |
| 1987年10月   | 1989年9月    | ANNニュース&スポーツ  | スポーツ担当キャスター                      |                                                                       |
| 1989年10月   | 1990年9月    | 600ステーション       | 月～木曜日スポーツ担当キャスター            |                                                                       |
| 2012年6月8日 | 2012年9月7日 | 若大将のゆうゆう散歩  | 月1金曜日『宮嶋アナの元気が出る散歩』散歩人 |                                                                       |
| 2004年4月    | 2020年1月    | 報道ステーション      | レポーター兼ディレクター                    | 定年退職後の2015年2月からは、スポーツコメンテーターとして引き続き出演 |

その他
- 23時ショー（1977年）
- ザ・インタビュー〜トップランナーの肖像〜（BS朝日）（2013年10月～2021年3月）

## 著書
- 『走れ瀬古利彦!』東京出版、1984年8月1日。NDLJP:12172788。
- ｢橋本聖子のすべて―五輪への挑戦｣ テレビ朝日 1988.8

## 同期アナウンサー
- 古舘伊知郎（現：フリーアナウンサー・タレント）
- 佐々木正洋（フリーアナウンサー）
- 吉澤一彦（フリーアナウンサー）
- 渡辺宜嗣（現在、テレビ朝日専属キャスター）
- 戸谷光照（フリーナレーター）
- 南美希子（フリーアナウンサー）
- 中里雅子（フリーアナウンサー）
- 伊福保子（フリーアナウンサー、現：小野保子）

補足
彼女が入社した1977年は、1980年モスクワオリンピック独占放送権を得た同社がオリンピックに向けた人材養成を見越してアナウンサーが9人採用された年である。